# Martin Kindl
Martin Kindl (* 1977) ist ein deutscher Politiker (CDU). Er ist seit September 2023 Bürgermeister der Stadt Husum.

## Leben und Beruf
Kindl legte das Abitur 1998 in Hanau ab. Nach der Grundausbildung bei der Luftwaffe absolvierte er von 1999 bis 2000 seine Offizierausbildung in Fürstenfeldbruck. Von 2000 bis 2004 studierte er Politikwissenschaften an der Universität der Bundeswehr Hamburg. Danach hatte er verschiedene Positionen als Offizier bei den Flugabwehrraketengruppen 25 und 26 inne. Ab 2015 war er Oberstleutnant beim Flugabwehrraketengeschwader 1 in Husum.
Kindl ist verheiratet und hat drei Söhne.

## Politische Laufbahn
Seit 2012 ist Kindl Mitglied der CDU Husum und engagiert sich dort in der Kommunalpolitik. Er hatte verschiedene Funktionen inne, unter anderem von 2016 bis 2022 den Vorsitz des CDU-Ortsverbandes. Ab 2018 war er stellvertretender Vorsitzender der CDU-Stadtfraktion und bekleidete von 2018 bis 2023 das Amt des Bürgervorstehers. Als solcher war er Mitglied im Schulleiterwahlausschuss und stellvertretendes Mitglied im Hauptausschuss der Stadt Husum. Des Weiteren ist Kindl in verschiedenen ehrenamtlichen Funktionen tätig. Er ist Vorsitzender des Asmussen-Woldsen-Vermächtnisses und Delegierter für den Landesparteitag der CDU Schleswig-Holstein. Zudem ist er Mitglied im Landesfachausschuss Bundeswehr und Innere Sicherheit sowie im Kreisvorstand der CDU Nordfriesland und im Ortsvorstand der CDU Husum.
Im Jahr 2023 trat Kindl als Kandidat der CDU/FDP bei der Bürgermeisterwahl in Husum an, die am 14. Mai stattfand. Bei der anschließenden Stichwahl am 4. Juni setzte er sich mit 53,5 Prozent der Stimmen gegen seinen Mitbewerber Horst Bauer von der SPD (46,5 Prozent) durch. Seit dem 1. September 2023 ist Kindl Bürgermeister der Stadt Husum.